# Новомиколаївська сільська громада (Запорізька область)
Новомиколаївська сільська об'єднана територіальна громада — колишня об'єднана територіальна громада України, в Токмацькому районі Запорізької області. Адміністративний центр — село Новомиколаївка.
Утворена 6 березня 2018 року шляхом об'єднання Балківської та Новомиколаївської сільських рад Токмацького району.
Ліквідована 12 червня 2020 року, відповідно до розпорядження Кабінету Міністрів України № 713-р «Про визначення адміністративних центрів та затвердження територій територіальних громад Запорізької області», шляхом приєднання до Молочанської міської територіальної громади.

## Населені пункти
До складу громади входили 10 сіл: Балкове, Веселе, Гришине, Запоріжжя, Козолугівка, Курошани, Мостове, Новомиколаївка, Світле та Українка.